# Marktl

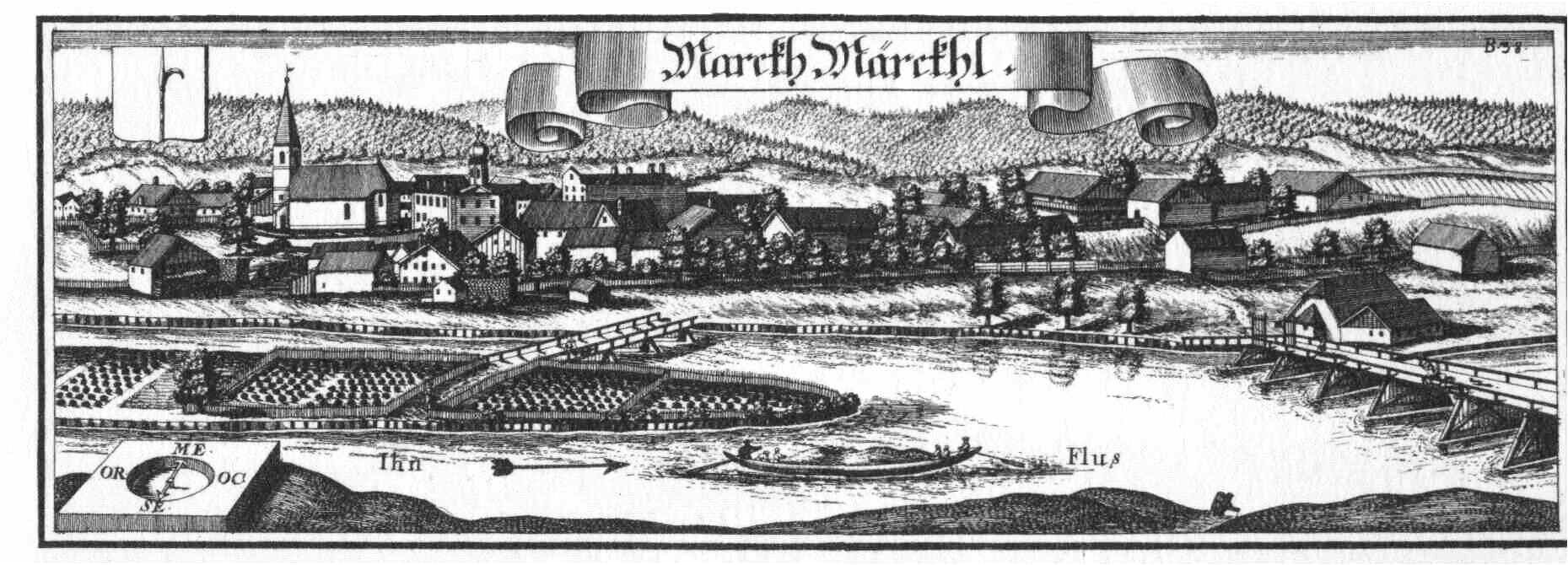
Der Markt Marktl nach einem Kupferstich von Michael Wening von (1721)

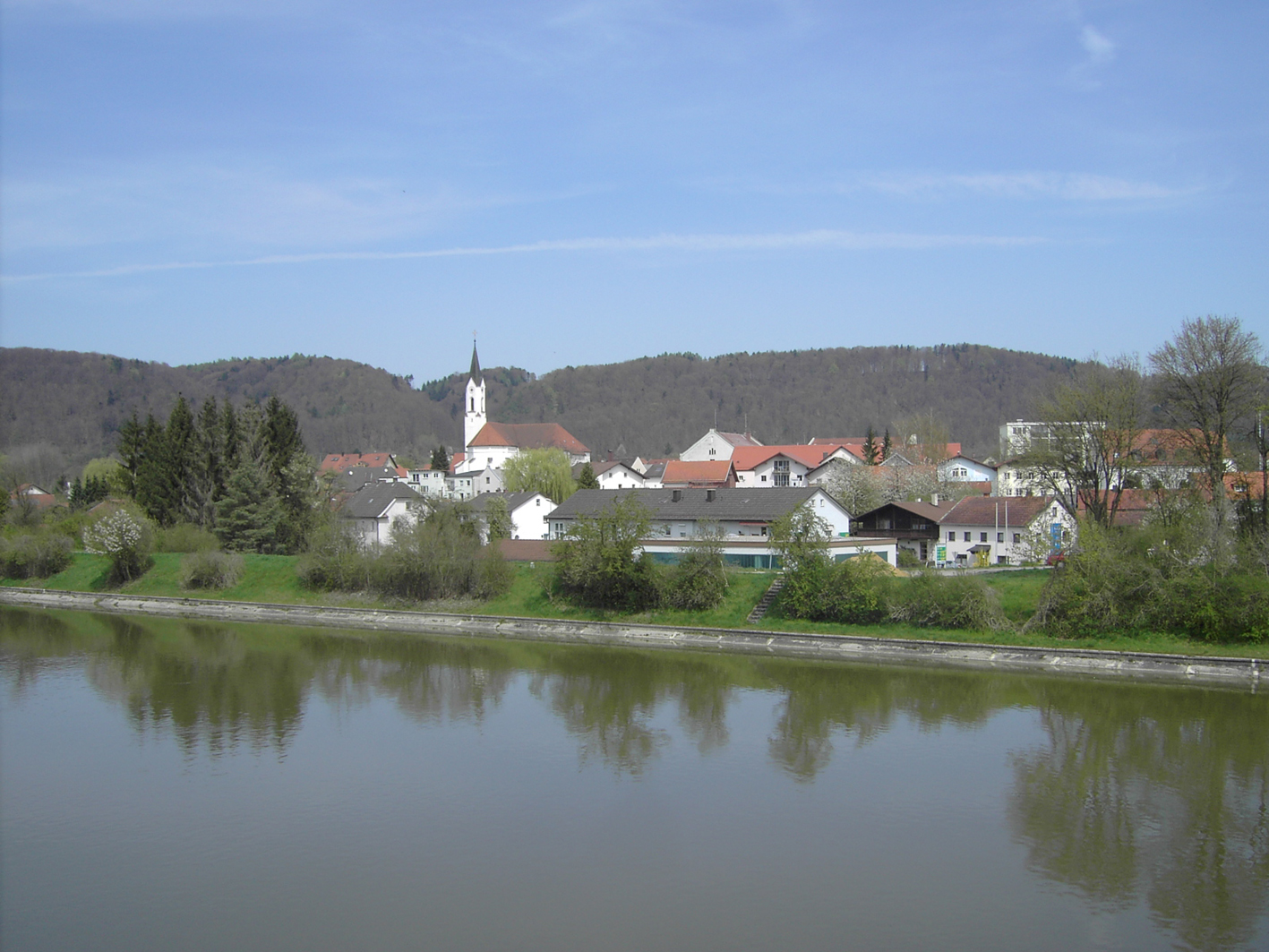
Marktl am Inn

Marktl ist ein Markt im oberbayerischen Landkreis Altötting. Der gleichnamige Hauptort ist Sitz der Gemeindeverwaltung und Verwaltungssitz der gleichnamigen Verwaltungsgemeinschaft.

## Geographie
Marktl liegt in der bayerischen Planungsregion Südostoberbayern am Inn. In der Nähe von Marktl mündet die Alz in den Inn.

### Gemeindegliederung
Es gibt 63 Gemeindeteile:
- Adelsberg
- Aiching
- Altwies
- Augenthal
- Bergham
- Besserer
- Buchmaier
- Buchner
- Buchöd
- Deinöd
- Dornitzen
- Edhof
- Eggen
- Falkenhof
- Forst
- Forstergütl
- Forstpoint
- Freiberg
- Fürstenberg
- Garteis
- Gassen
- Gerling
- Gießübel
- Grimm
- Holzmann
- Irngarting
- Jägerhäusl
- Kiegl
- Knab
- Kobl
- Kollmünz
- Leiten
- Leonberg
- Lepsen
- Listegg
- Lohen
- Mangassen
- Marktl
- Mehltheurer
- Neuhaus
- Neuhäusl
- Niederöd
- Niederwinkl
- Oberpiesing
- Oberwinkl
- Pfeffer
- Piering
- Point
- Queng
- Riedhof
- Rosenberg
- Schatzhof
- Schenkhub
- Schlehaid
- Schlott
- Schützing
- Schwarzfurt
- Steigthal
- Thannöd
- Trittling
- Umweg
- Walln
- Wiesing

Es gibt die Gemarkungen Daxenthaler Forst, Marktl, Marktlberg und Schützing.

## Geschichte
Marktl wurde im 13. Jahrhundert als Hofmark der Grafen von Leonberg gegründet. Seit 1386 hatten die Wittelsbacher die Ortsherrschaft inne. Herzog Heinrich XVI. von Bayern-Landshut verlieh dem Ort 1422 Marktprivilegien. Marktl war Pflegamt und gehörte zum Rentamt Burghausen des späteren Kurfürstentums Bayern.
Bis zur Aufhebung der Selbstverwaltung 1808 besaß es ein Marktgericht mit magistratischen Eigenrechten. Mit dem Zweiten Gemeindeedikt 1818 wurde die heutige politische Gemeinde gegründet. 1851 wurde Marktl zu einer selbständigen Pfarrei erhoben. Seit 1871 hat es einen Bahnhof an der Eisenbahnlinie München - Simbach. Am 3. Oktober desselben Jahres wurde die Freiwillige Feuerwehr Marktl gegründet. Seit 1919 ist der Ort durch die Errichtung eines Wasserschutzdammes gegen die häufigen Überschwemmungen des Inns geschützt.
Die Verwaltungsgemeinschaft Marktls mit Stammham besteht seit der Gemeindegebietsreform am 1. Mai 1978. 1989 wurde der Autobahnanschluss an die A 94 fertiggestellt.
Am 13. Juli 1997 wurde Joseph Kardinal Ratzinger, der spätere Papst Benedikt XVI., zum Ehrenbürger der Gemeinde ernannt. Nach seiner Papstwahl im April 2005 und dem Bekanntwerden von Marktl als Geburtsort herrschte in dem kleinen Ort eine Art Ausnahmezustand. Zahlreiche Journalisten und Besucher aus aller Welt strömten nach Marktl und wollten das Geburtshaus von Joseph Ratzinger sehen. Dort ist eine Gedenktafel angebracht. Insgesamt lebte Ratzinger aber nur zwei Jahre in Marktl; am 11. Juli 1929 zog die Familie nach Tittmoning an der Salzach. Am 11. September 2006 besuchte Papst Benedikt XVI. im Rahmen des Besuches in Bayern auch seinen Geburtsort und trug sich dort in das Goldene Buch des Ortes ein.

### Eingemeindungen
Am 1. Januar 1970 wurden Teile der bis dahin selbstständigen Gemeinde Schützing und am 1. Januar 1972 die Gemeinde Marktlberg nach Marktl eingemeindet.

### Einwohnerentwicklung
Zwischen 1988 und 2018 sank die Einwohnerzahl von 2810 auf 2765 um 45 Einwohner bzw. um 1,6 %.

## Politik

### Gemeinderat
Der Gemeinderat setzt sich aus 14 Ratsmitgliedern und dem Ersten Bürgermeister zusammen.
Die Gemeinderatswahl am 15. März 2020 führte bei einer Wahlbeteiligung von 73,7 % (2014: 64,5 %) zu folgendem Ergebnis:
| Partei/Liste                       | Stimmenanteil | Sitze |
| Bürgerliste Marktl (BLM)           | 39,5 %        | 6     |
| CSU/Freie Liste Marktl             | 39,4 %        | 5     |
| Unabhängige Liste Marktlberg (ULM) | 21,2 %        | 3     |
| Gesamt                             | 100 %         | 14    |

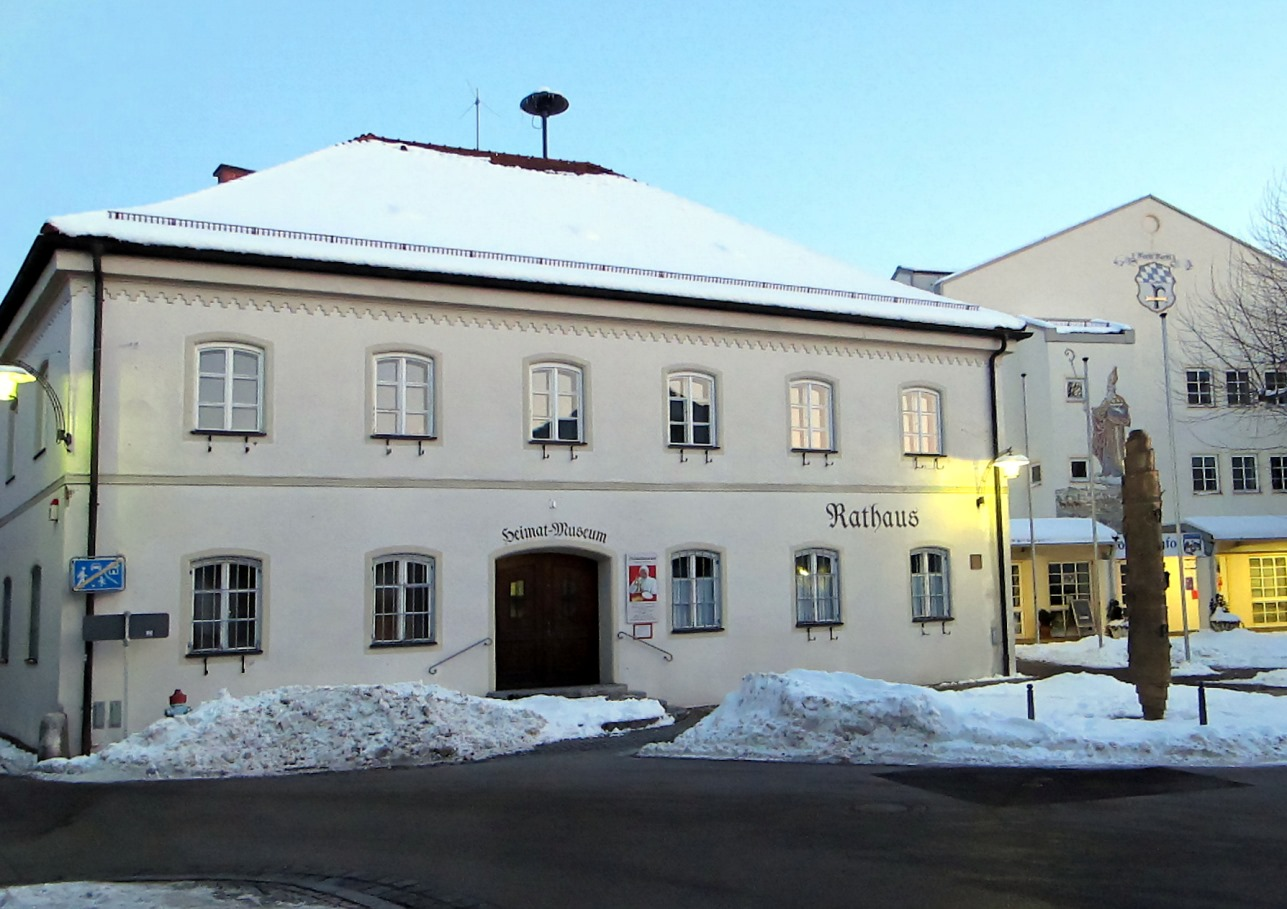
Rathaus von Marktl

Gegenüber 2014 haben SPD/Freie ohne Partei (bisher sechs Sitze) keinen Wahlvorschlag eingereicht, neu im Gemeinderat ist die Bürgerliste Marktl, die sechs Sitze erreichte.

### Bürgermeister
Erster Bürgermeister ist seit 1. Mai 2020 Benedikt Dittmann (CSU/Freie Liste Marktl); dieser wurde mit 60,9 % der Stimmen gewählt. Sein Vorgänger Hubert Gschwendtner (SPD/Freie ohne Partei) war von Mai 1996 bis April 2020 24 Jahre im Amt.

### Wappen
| Wappen Gde. Marktl | Blasonierung: „Unter Schildhaupt mit den bayerischen Rauten in Silber ein schwarzer Schiffshaken, der unten mit einem gekürzten goldenen Balken überdeckt ist.“ |
| Wappen Gde. Marktl | Wappenbegründung: Der Schifferhaken ist das Sinnbild für die einst so bedeutsame Schifffahrt auf dem Inn. Das Streichmaß ist das Symbol für den Markt als Umschlagplatz für das Getreide. Die bayerischen Rauten weisen auf die Zugehörigkeit des Ortes zum Herzogtum Bayern hin. Das Wappen wurde vom niederbayerischen Herzog Ludwig dem Reichen am 12. Mai 1447 verliehen. |

### Gemeindepartnerschaften
Marktl unterhält mit folgenden Gemeinden eine Gemeindepartnerschaft:
- Wadowice (Wadowitz), Woiwodschaft Kleinpolen, Polen (seit 2006)
- Gönnheim, Rheinland-Pfalz, Deutschland
- Sotto il Monte Giovanni XXIII, Lombardei, Italien (seit April 2009)

Im Rahmen einer Allianz von Papstgeburtsorten unterhält Marktl (neben der traditionellen Partnerschaft zum Pfälzer Weinbauort Gönnheim) eine Partnerschaft zum Geburtsort des Vorgängers von Papst Benedikt XVI. (Johannes Paul II.) Wadowice in Polen sowie zu Sotto il Monte Giovanni XXIII, dem Geburtsort des Konzilspapstes Johannes XXIII.

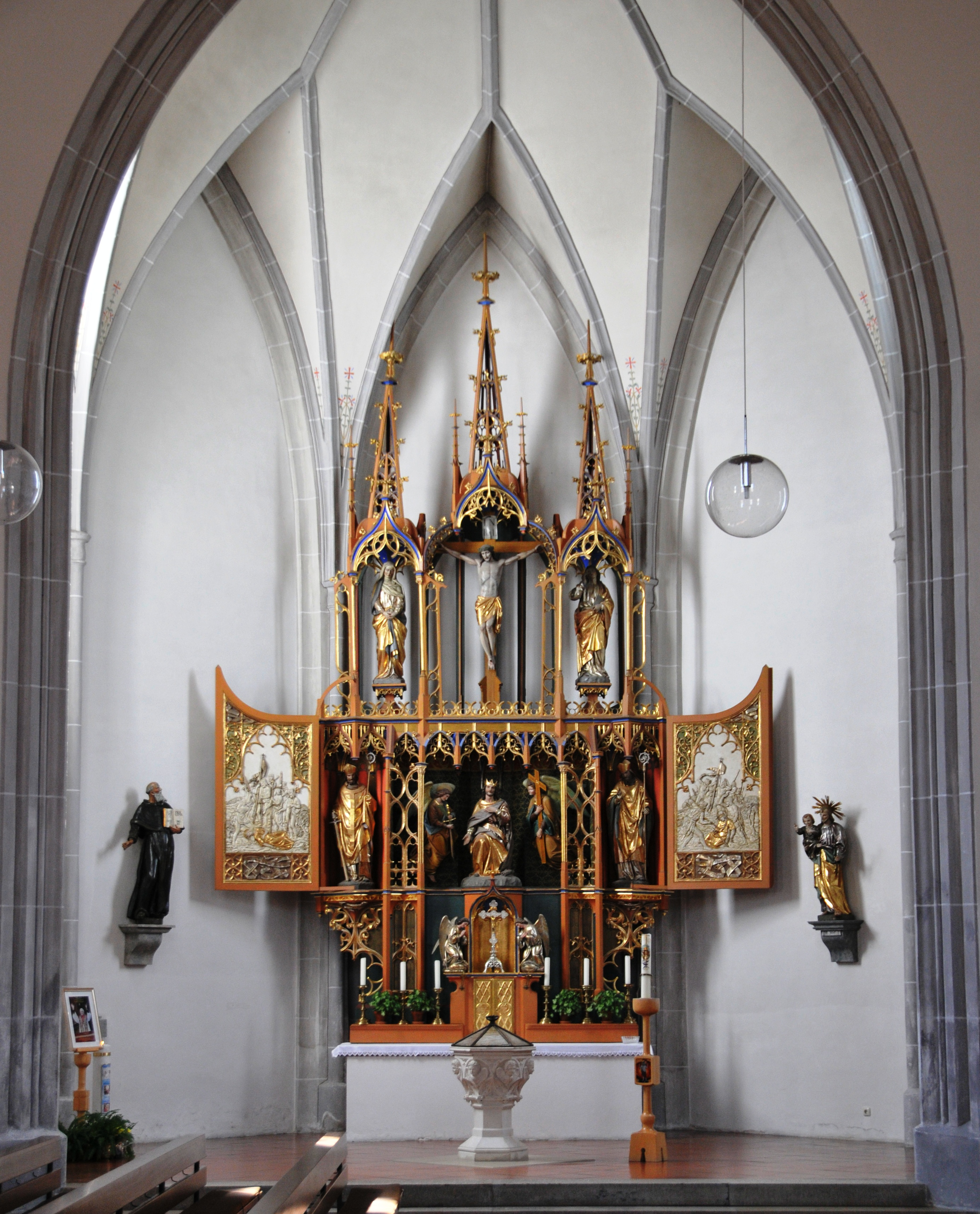
Taufkapelle mit Taufstein in der St.-Oswald-Kirche

## Sehenswürdigkeiten

### Kirchen
- Pfarrkirche St. Oswald in Marktl, Taufkirche des späteren Papstes Benedikt XVI.
- Kirche St. Sebastian in Leonberg
- Kirche St. Nikolaus in Bergham
- Antoniushaus-Kapelle

### Museen

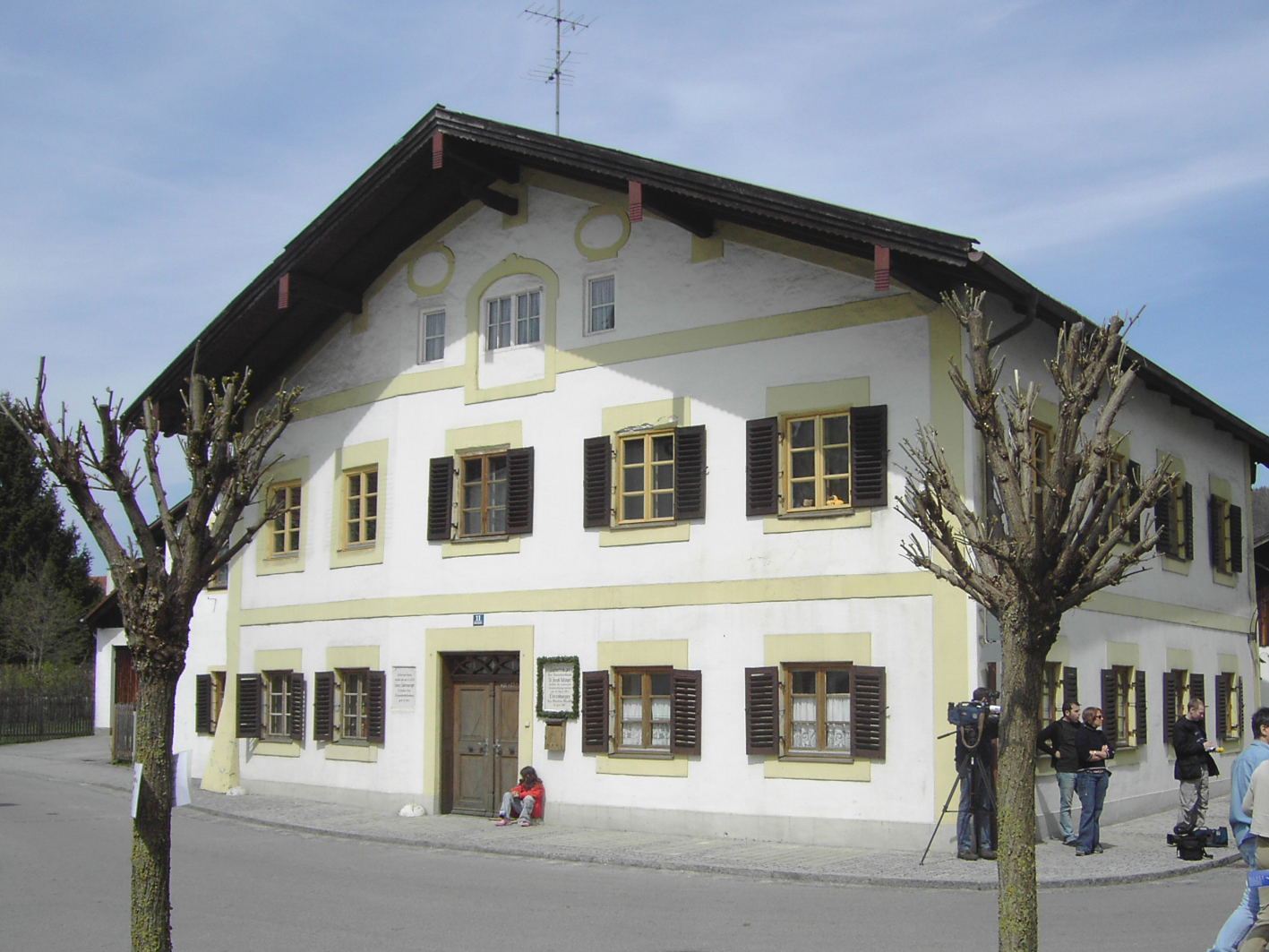
Geburtshaus Benedikts XVI.

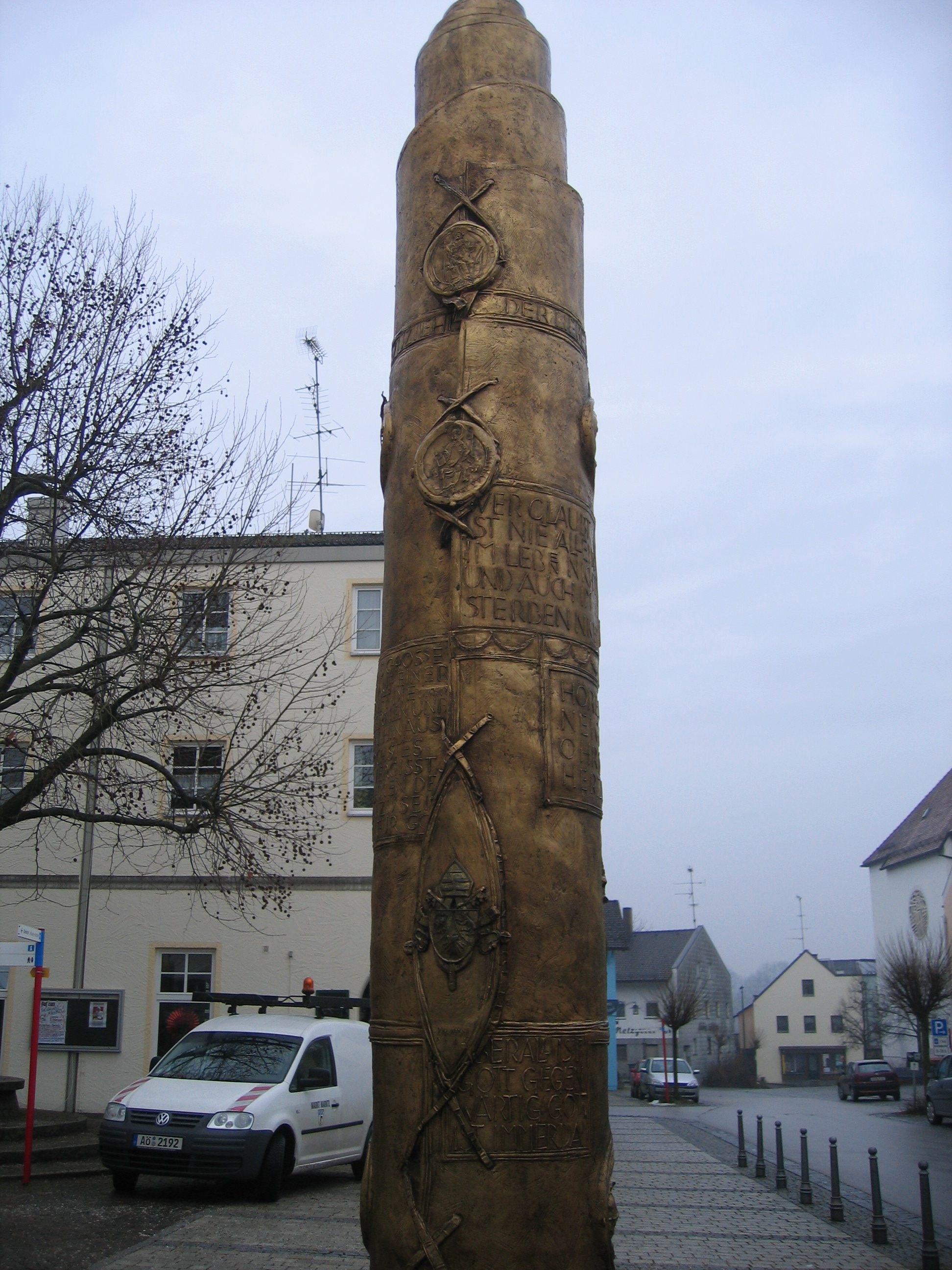
Benediktsäule

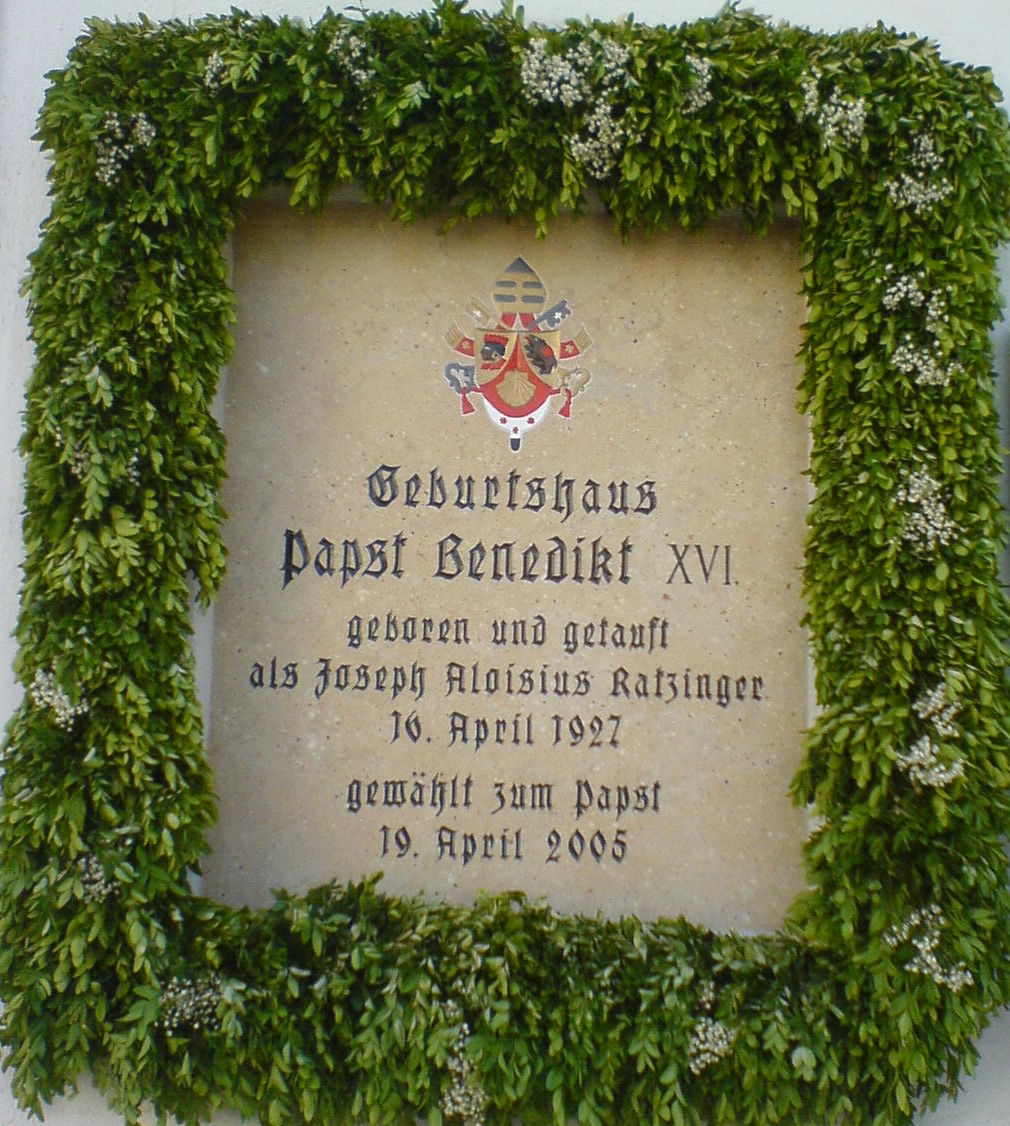
Gedenktafel für Papst Benedikt XVI.

Im Erdgeschoss des Rathauses befindet sich das Heimatmuseum. Die sich über elf Räume erstreckende Ausstellung ist in Themenbereiche eingeteilt, unter anderem Werkzeuge der Jungsteinzeit, Innschifffahrt und das Geschenk von Papst Benedikt XVI., ein goldener Kelch mit einem goldenen Tablett und dem Pileolus (Scheitelkappe).
Ende März 2006 erwarb die vom Erzbistum München und Freising sowie dem Bistum Passau gegründete „Stiftung Geburtshaus Papst Benedikt XVI.“ das Geburtshaus Joseph Ratzingers, das fast 300 Jahre alte Mauthaus, zum vermuteten Preis von 3,5 Millionen Euro.

### Denkmäler
Anlässlich des Papstbesuches am 11. September 2006 wurde auf dem Marktplatz die 4,20 Meter hohe Benediktsäule aus Bronze eingeweiht. Sie wurde vom Eggenfeldener Bildhauer Joseph Michael Neustifter gestaltet und hat die Form einer leicht geöffneten Schriftrolle. Gewidmet ist sie sowohl dem deutschen Papst als auch dem heiligen Benedikt von Nursia. Eine Zwillingssäule steht seit September 2007 in dem italienischen Städtchen Velletri.

### Geotope
- Bärenhöhle bei Altwies; geowissenschaftlicher Wert „bedeutend“[9]
- Steigdruckbrunnen Bergham; geowissenschaftlicher Wert „bedeutend“[10]
- Kalkbrennofen Steinfelder; geowissenschaftlicher Wert „bedeutend“[11]

## Verkehr
Marktl liegt nahe der Autobahn A94 (München–Burghausen) und wird zusätzlich von den Bundesstraßen B12 und B20 an den Fernverkehr angebunden.
Durch die Gemeinde führt die Bahnstrecke München–Simbach, an der sich auf der Gemeindegrenze zu Stammham der Bahnhof Marktl befindet. Die Königlich Bayerischen Staatseisenbahnen nahmen die Strecke und den Bahnhof am 1. Juni 1871 in Betrieb. Der Bahnhof wird im Stundentakt durch Regionalbahnen der Südostbayernbahn zwischen Mühldorf und Simbach bedient.

## Persönlichkeiten
- Georg Lankensperger (* 1779; † 1847), Wagenbauer, geboren in Marktl
- Paul Devrient (* 1890; † 1973), Opernsänger (Tenor) und Regisseur, lebte ab 1943 in Marktl
- Hugo Grau (* 1899; † 1984), Veterinäranatom, geboren in Marktl
- Benedikt XVI. (* 1927 als Joseph Aloisius Ratzinger; † 2022), 265. Papst der römisch-katholischen Kirche, geboren in Marktl
- Franziska Wanninger (* 1982 in Simbach am Inn), Kabarettistin, Autorin, Schauspielerin, aufgewachsen in Marktl[14]